# Life and Nothing More
Life and Nothing More és una pel·lícula dramàtica espanyola del 2017 dirigida per Antonio Méndez Esparza, ambientada en la perifèria d'una ciutat dels Estats Units i rodada en anglès. Fou projectada en la secció Cinema del Món Contemporani del Festival Internacional de Cinema de Toronto del 2017.

## Sinopsi
Regina viu al nord de Florida. És mare soltera i viu amb els seus dos fills. Ella lluita econòmicament per arribar a final de mes, ja que el pare és a presó. No manté gaire bona relació amb seu fill gran, Andrew, té catorze anys, que anhela trobar el seu propòsit de jove home negre a l'Amèrica actual i es veu obligat a assumir la pressió creixent de la responsabilitat familiar. La seva cerca de connexió amb un pare absent el condueix a una cruïlla perillosa.

## Repartiment
- Regina Williams: Regina
- Robert Williams
- Andrew Bleechington: Andrew
- Diane Merritt: periodista (veu)
- Ry'nesia Chambers

## Premis
Premis Feroz
| Any  | Categoria      | Nominada | Resultat   |
| ---- | -------------- | -------- | ---------- |
| 2018 | Premi Especial | -        | Guanyadora |

Premis Turia
| Any  | Categoria                   | Nominada | Resultat   |
| ---- | --------------------------- | -------- | ---------- |
| 2018 | Millor Pel·lícula Espanyola | -        | Guanyadora |

Festival Internacional de Cinema de Sant Sebastià
| Any  | Categoria      | Nominada | Resultat   |
| ---- | -------------- | -------- | ---------- |
| 2017 | Premi SIGNIS   | -        | Guanyadora |
| 2017 | Premi FIPRESCI | -        | Guanyadora |
| 2017 | Conquilla d'Or | -        | Nominada   |